# Consuelo
Consuelo o Consolación es un nombre propio femenino de origen latino del verbo consolar.

## Santoral
- 4 de septiembre: Virgen de la Consolación.

## Variantes
- Consolación
- Diminutivo: Chelo, Lelo, Consu, Chelito, Consue.

### Variantes en otros idiomas
| Variantes en otras lenguas | Variantes en otras lenguas |
| -------------------------- | -------------------------- |
| Español                    | Consolación                |
| Alemán                     | Konsolation                |
| Catalán                    | Consolació, Consol         |
| Euskera                    | Azegiñe, Atsegine          |
| Francés                    | Consolation                |
| Italiano                   | Consolazione, Consolata    |
| Latín                      | Consolatio                 |
| Portugués                  | Consolação                 |
| Siciliano                  | Cunzulazzioni              |